# هاري القذر (سلسلة أفلام)
هاري القذر أو المحقق هاري كالاهان هي شخصية قام بها كلنت ايستود في ستة أفلام.

## قائمة الأفلام التي مثلت فيها الشخصية
- هاري القذر سنة 1971
- قوة الماغنوم سنة 1973
- المنفذ سنة 1976
- الأثر المفاجئ سنة 1983
- البركة الميتة سنة 1988